# Neolasioptera vernoniae
Neolasioptera vernoniae är en tvåvingeart som först beskrevs av Beutenmuller 1907.  Neolasioptera vernoniae ingår i släktet Neolasioptera och familjen gallmyggor. Inga underarter finns listade i Catalogue of Life.